# Vance Duke
Pour les articles homonymes, voir Vance et Duke.
Vance Duke est un personnage de fiction créé pour la série télévisée Shérif, fais-moi peur, dans laquelle il est interprété par Christopher Mayer. Il apparaît également dans la série d'animation The Dukes.

## Biographie fictive
Jusqu'en 1976, Vance vit avec son cousin Coy dans une zone non incorporée du Comté de Hazzard dans l’État de Géorgie. Il habite avec sa cousine Daisy, serveuse sexy au Repaire du Sanglier (Boar's Nest en V.O.), dans la ferme familiale de leur vieil oncle Jesse Duke, qui vit principalement de la fabrication et du trafic d'alcool maison. 
Vance quitte ensuite Hazzard. Il a notamment travaillé pour la United States Merchant Marine.
En 1982, à la suite du départ de Bo et Luke pour devenir pilotes de NASCAR, Coy et Vance reviennent à Hazzard pour les remplacer et notamment conduire la Dodge Charger de 1969, surnommée « General Lee ».
À la suite des retours de Bo et Luke, ils quittent à nouveau le comté.

### The Dukes
Dans la 1re saison de cette série d'animation, il fait une course autour du monde avec Coy et Daisy au volant du General Lee, contre Boss Hogg et Rosco P. Coltrane.

## Commentaire
Le succès de la série reposait avant tout sur le duo Luke et Bo Duke, les deux personnages principaux de la série. Les producteurs avaient cependant à l'époque une vision différente et pensaient que la série reposait avant tout sur les cascades de General Lee. John Schneider et Tom Wopat ont quitté le plateau, à la suite de l'échec d'un accord sur leurs salaires. Deux acteurs assez ressemblants sont alors engagés (Byron Cherry pour le rôle de Coy Duke et Christopher Mayer pour le rôle de Vance Duke). La cinquième saison a donc été tournée avec des scripts originellement prévus pour Bo et Luke en remplaçant simplement leur nom par ceux de Coy et Vance. Dès lors, ces personnages faisant vraiment clones de Bo et Luke n'ont jamais rencontré la sympathie du public. Toutefois, bien que le retour de Bo et de Luke pour la saison 6 ait été un soulagement pour bon nombre de fans, beaucoup ont reproché le fait que le départ de Coy et Vance ne soit en fait résumé qu'en quelques secondes, au début d'un épisode somme toute standard, là où ils auraient préféré un épisode spécial où les quatre cousins auraient déjoué un plan machiavélique de Boss Hogg, avant que Bo et Luke reprennent leur place et que Coy et Vance ne partent.
De plus, le départ de Bo et Duke coïncidait au lancement de la série d'animation The Dukes. Ainsi Coy et Vance apparaissent dans la saison 1, avant d'être remplacés par Bo et Luke dans la saison suivante, comme dans la série principale.

## Œuvres où le personnage apparaît

### Télévision
- 1982-1983 : Shérif, fais-moi peur (The Dukes of Hazzard) (série télévisée), saison 5 - interprété par Christopher Mayer
- 1983 : The Dukes (série télévisée d'animation), saison 1 - doublé par Christopher Mayer